# Pokróvskoye (Oriol)
Pokróvskoye (ruso: Покро́вское) es un asentamiento de tipo urbano de Rusia, capital del raión homónimo en la óblast de Oriol.
En 2023, la localidad tenía una población de 3751 habitantes. En su territorio no hay pedanías.
Se ubica junto a la carretera R119, a medio camino entre Oriol y Livny.

## Historia
Se conoce la existencia de la localidad en documentos desde 1625, cuando era una pequeña localidad rural. En 1861 pasó a ser la sede de su propia vólost, en el uyezd de Maloarjánguelsk de la gobernación de Oriol. Adoptó el estatus de capital distrital en 1935, cuando se definieron los raiones de la óblast de Kursk. En 1937, el área pasó a formar parte de la óblast de Oriol. La localidad se desarrolló notablemente como capital distrital y por su buena comunicación por carretera, pasando de unos trescientos habitantes en la década de 1930 a más de cuatro mil al finalizar el siglo XX. Adoptó el estatus de asentamiento de tipo urbano en 1973.